# 桂林山水职业学院
桂林山水职业学院位于中国广西桂林市临桂区内，是一所经广西壮族自治区人民政府批准，经教育部备案的民办全日制普通高等专科学校。学校现拥有6个教学单位，开办28个专业，面向14个省级行政区招生。

## 系部设置
- 经济管理系
- 信息与技术系
- 旅游与艺术系
- 基础教学部
- 附属中等职业学校